# Liste der Herrscher namens Robert
Vergleiche auch Rupert: Einname zu den oberdeutschen Varianten des Mittelalters

## Robert
- 865–866, Graf Robert (Blois)
- 1221–1228, Kaiser Robert (Lateinisches Kaiserreich)
- 1303–1315, Graf Robert (Burgund)
- 1361–1377 Graf Robert (Perche)

### Robert I.
- 732–ca. 764, Graf Robert I. (Worms- und Oberrheingau)
- 922–923, König Robert I. (Frankreich)
- Robert I. (Béthune), Herr von Béthune in der historischen Landschaft Artois
- 1016–1032, Graf Robert I. (Auvergne)
- Robert I. (Meulan) († 1118), Graf von Meulan (Frankreich) und 1. Earl of Leicester (England)
- 1027–1035, Herzog Robert I. (Normandie), der Prächtige und auch der Teufel
- 1027–1076, Herzog Robert I. (Burgund), der Alte
- 1071–1093, Graf Robert I. (Flandern), der Friese
- 1169–1234, Graf Robert I. (Clermont) von Auvergne
- 1296–1329, König Robert I. (Schottland), Robert the Bruce
- 1309–1343, König Robert I. (Neapel), der Weise
- 1352–1411, Herzog Robert I. (Bar)
- 1854–1860, Herzog Robert I. (Parma)

### Robert II.
- 795–807, Graf Robert II. (Worms- und Oberrheingau)
- 996–1031, König Robert II. (Frankreich)
- 1064–1096, Graf Robert II. (Auvergne)
- 1087–1106, Herzog Robert II. (Normandie), Curthose
- 1092–1111, Graf Robert II. (Flandern), von Jerusalem
- 1240–1262, Graf Robert II. (Clermont) von Auvergne
- 1273–1305, Herzog Robert II. (Burgund)
- 1371–1390, König Robert II. (Schottland)
- 1959–1974, Herzog Robert II. (Parma)

### Robert III.
- 781–834, Graf Robert III. (Worms- und Oberrheingau)
- 1136–1143, Graf Robert III. (Auvergne)
- 1262–1282, Graf Robert III. (Clermont) von Auvergne
- Graf Robert III. (Artois)
- Graf Robert III. (Dreux)
- 1305–1322, Graf Robert III. (Flandern)
- 1390–1406, König Robert III. (Schottland)

### Robert IV. bis Robert VII.
- 1182–1194, Graf Robert IV. (Auvergne)
- Graf Robert IV. (Eu)
- Graf Robert IV. (Dreux)
- 1244–1277, Graf Robert V. (Auvergne)
- Herr Robert V. (Béthune)
- 1279–1314, Graf Robert VI. (Auvergne)
- 1314–1326, Graf Robert VII. (Auvergne)

### Weitere Herrscher mit dem Namen Robert
- Robert von Courtenay, Kaiser des Lateinischen Kaiserreiches (1221–1228)
- Robert, 1. Earl of Gloucester († 1147), unehelicher Sohn des englischen Königs Heinrich I.
- Robert, 4. Earl of Strathearn, schottischer Adeliger
- Robert Guiskard, Herzog von Apulien (1058–1085)
- Robert de Comines, Earl von Northumbria (1068/69)
- Robert der Tapfere (Robert le Fort; † 866) aus der Familie der Robertiner, Graf von Tours und Graf von Anjou
- Robert von Vermandois, ab 946 Graf von Meaux sowie ab 956 Graf von Troyes

## Kirchliche Herrscher
- 989–1037 Robert (Évreux), Erzbischof von Rouen
- 1051–1052 Robert von Jumièges, Erzbischof von Canterbury
- 1214–1249 Robert (Bischof, † 1249) (Robert I.), Bischof von Ross
- 1236–1240 bzw. 1240–1254 Robert von Nantes († 1254), Bischof von Nantes bzw. Patriarch von Jerusalem
- 1237–1248 Robert de Cressonsacq (auch de Cressonsart; † 1248), Bischof von Beauvais
- 1249–1271 Robert (Bischof, † 1271) (Robert II.), Bischof von Ross